# Giro del Veneto 1965
Il Giro del Veneto 1965, trentottesima edizione della corsa, si svolse il 25 settembre 1965 su un percorso di 270,3 km. La vittoria fu appannaggio dell'italiano Michele Dancelli, che completò il percorso in 7h23'00", precedendo i connazionali Italo Zilioli e Gianni Motta.

## Ordine d'arrivo (Top 10)
| Pos. | Corridore         | Squadra         | Tempo    |
| ---- | ----------------- | --------------- | -------- |
| 1    | Michele Dancelli  | Molteni         | 7h23'00" |
| 2    | Italo Zilioli     | Sanson          | s.t.     |
| 3    | Gianni Motta      | Legnano-Pirelli | s.t.     |
| 4    | Imerio Massignan  | Ignis           | s.t.     |
| 5    | Roberto Poggiali  | Ignis           | s.t.     |
| 6    | Adriano Passuello | Ignis           | s.t.     |
| 7    | Franco Balmamion  | Sanson          | s.t.     |
| 8    | Ambrogio Colombo  | Ignis           | a 3'15"  |
| 9    | Franco Bitossi    | Filotex         | s.t.     |
| 10   | Primo Nardello    | Ignis           | s.t.     |